# Ituglanis mambai
Ituglanis mambai är en fiskart som beskrevs av Bichuette och Trajano 2008. Ituglanis mambai ingår i släktet Ituglanis och familjen Trichomycteridae. Inga underarter finns listade i Catalogue of Life.